# تشارلز بيغيلو
تشارلز بيغيلو (بالإنجليزية: Charles Bigelow)‏ هو مهندس أمريكي، ولد في 1872، وتوفي في 1958.